# Rick Scott
Richard Lynn „Rick“ Scott (* 2. prosince 1952 Bloomington, Illinois) je podnikatel, politik, bývalý guvernér a v současnosti senátor za stát Florida. Na post 45. guvernéra nastoupil po Charliem Cristovi, ve funkci působil od 4. ledna 2011 do 7. ledna 2019. Je členem Republikánské strany.

## Politická kariéra
Od 8. ledna 2019 Scott zastupuje Floridu v Senátě Spojených států. Ve volbách 6. listopadu 2018 zvítězil velmi těsně (o 10 000 hlasů) nad dosavadním senátorem a bývalým astronautem Billem Nelsonem, mandát poté obhájil i v roce 2024.
Po útoku Trumpových příznivců na Kapitol 6. ledna 2021 se někteří senátoři rozhodli ustoupit od svých předchozích prohlášení, že zpochybní výsledky prezidentských voleb. Scott nicméně nadále patřil mezi osm senátorů, kteří i po násilnostech v Kapitolu hlasovali pro zvrácení voleb.

## Soukromý život
V mládí sloužil necelé tři roky v Námořnictvu Spojených států amerických, poté získal bakalářský titul na University of Missouri v oboru podnikání a později ještě vystudoval práva na Southern Methodist University. V roce 1972 si vzal svoji o rok starší středoškolskou lásku, Frances Annette Holland. Manželé mají dvě dcery a žijí ve městě Naples.